# Carlemannia
Carlemannia é um género botânico pertencente à família Carlemanniaceae.

## Espécies
- Carlemannia congesta
- Carlemannia griffithii
- Carlemannia henryi
- Carlemannia sumatrana
- Carlemannia tetragona